# Georgianna Kathleen Symonette
Georgianna Kathleen Symonette (4 tháng 4 năm 1902 - 14 tháng 5 năm 1965), một người theo chủ nghĩa dân tộc người Bahamas, là chủ tịch sáng lập của Chi nhánh Phụ nữ của Đảng Tự do Tiến bộ  và là thành viên sáng lập của Phong trào Nỗi đau Phụ nữ. Vào năm 2012, chính phủ Bahamian đã phát hành một loạt tem bưu chính để tôn vinh những người phụ nữ đã vận động để giành quyền bầu cử phổ thông cho người lớn. Symonette xuất hiện trên con tem 25 cent.

## Những năm đầu và giáo dục
Georgianna Kathleen Symonette sinh ngày 4 tháng 4 năm 1902 tại Wemyss Bight, Eleuthera to Olivia   McKinney và Alexander Symonette. Symonette theo học trường chính phủ tại   Wemyss Bight. Sau khi Symonette học xong, bà là một giáo viên trợ lý ở đó. Symonette đã chuyển đến Nassau để theo đuổi ngành điều dưỡng như một sự nghiệp tại Bệnh viện Đa khoa Bahamas (nay gọi là Bệnh viện Princess Margaret.) 

## Đấu tranh
Cùng với Mary Ingraham, Eugenia Lockhart và Mabel Walker, Symonette đã thành lập Phong trào đấu tranh cho phụ nữ.

## Những năm sau này, công nhận, chết
Symonette mất ngày 14 tháng 5 năm 1965.
Con trai bà Clement Maynard là Phó Thủ tướng của Bahamas từ năm 1985 đến năm 1992. Và cháu gái của Symonette, Allyson Maynard Gibson, đảm nhận vị trí Tổng chưởng lý và Bộ trưởng Pháp lý năm 2012.